# Tatort: Zwischen den Fronten
Zwischen den Fronten ist ein Fernsehfilm aus der Krimireihe Tatort. Der für den ORF unter der Regie von Harald Sicheritz produzierte Beitrag wurde am 17. Februar 2013 erstgesendet. Es ist die 863. Folge der Reihe, der 29. Fall des österreichischen Ermittlers Moritz Eisner und der fünfte Fall des Ermittlerteams Eisner/Fellner.

## Handlung
Das Auto von Kásim Bagdadi, eines Österreichers irakischer Herkunft, explodiert im Hof des Wiener Palais Liechtenstein gerade in dem Moment, als der amerikanische Konferenzleiter  Marcus Sherman mit seinen Security-Leuten in einer schwarzen Limousine vorfährt. Die Explosion tötet Bagdadi und einen Polizisten, Sherman selber bleibt unverletzt.
Aufgrund der Brisanz des Falles wird Eisner der Fall mit übertragen. Zusammen mit seiner Kollegin Bibi Fellner und der extrem resoluten Melanie Warig soll er in der Sonderkommission  „Zwischen den Fronten“ den Fall lösen. Das Bundesamt für Verfassungsschutz und Terrorismusbekämpfung (BVT) geht sofort davon aus, dass es sich bei dem Bombenanschlag um ein politisch motiviertes Verbrechen handeln dürfte, das einen islamistischen Hintergrund hat.
Marcus Sherman kannte Kásim Bagdadi persönlich und hält es für unwahrscheinlich, dass er ein Terrorist gewesen sein soll. Er war mit seiner Tochter Mary befreundet, die von Kásims Tod tief erschüttert ist. Darüber hinaus gibt es weitere Bekannte im Umfeld von Bagdadi, die ihn absolut nicht für einen Selbstmordattentäter halten. Lediglich Martin Ledic, ein früherer Studienfreund, hält ihn dafür fähig. Er selbst ist Experte für Elektrotechnik, und Eisner meint, der Anschlag könnte durchaus eine Eifersuchtstat von Ledic gewesen sein, da nach seinen Recherchen auch er in Mary Sherman verliebt war und die Autobombe über einen elektronischen Fernzünder ausgelöst wurde. Selbstmordattentäter zünden normalerweise ihren Sprengsatz direkt am Körper manuell. Weitere Ungereimtheiten treten auf, als Martin Ledic an einem Strommast erhängt aufgefunden wird. Zum einen sieht es nach Selbstmord aus enttäuschter Liebe aus, zum anderen könnten auch Schuldgefühle wegen Kásim Bagdadis Tod die Ursache sein. Das BVT will daher den Fall für abgeschlossen erklären, was Eisner erst recht stutzig macht. Der rechtsmedizinischen Untersuchung nach wurde Ledic umgebracht, und so ermittelt Eisner weiter. Anhand der Handyverbindungsdaten finden Eisner und Fellner zu einem abgelegenen Objekt, das Hofrat Dr. Johannes Kelter, einem Mitglied des Innenministeriums, gehört und wo nach Sicht der Dinge die Bombe zusammengebaut wurde. Angeblich wurde das Grundstück an eine Studentengruppe vermietet. Bei näherer Untersuchung stellt sich das Objekt als Zentrale eines rechtsradikalen Geheimbundes heraus, bei dem unter anderen viele hochrangige Ministeriumsangehörige Mitglied sind, die schon lange schärfere Gesetze gegen die angeblich drohende Terrorgefahr fordern. Das Attentat dürfte somit von dort aus gesteuert worden sein, um dieser Forderung mehr Nachdruck zu verleihen. Eisner und Fellner nehmen an, dass Martin Ledic als Mitglied dieser Gruppe Kásim Bagdadi als Bauernopfer vorgeschlagen hatte und sich somit gleichzeitig seines Nebenbuhler entledigte. Die Bombe dürfte als komplette neue Autotür in Bagdadis Auto eingebaut worden sein, denn nachweislich war sein Wagen vor kurzem in einer Werkstatt. Diese ermitteln Eisner und Fellner mit Unterstützung weiterer Teamkollegen und suchen sie umgehend auf. Nachdem sich Kurt Greiling, einer der Angestellten, auffällig verhält, wird dieser festgenommen und Beweismaterial gesichert. Dem Firmenchef Claus Hoppenstädt selbst können die Ermittler zunächst keine Mittäterschaft nachweisen, hoffen jedoch anhand eines Geständnisses von Greiling, das zu ändern.
Die Arbeit der Polizei wurde von Anfang an vom Bundesamt für Verfassungsschutz und Terrorismusbekämpfung und deren Leiter Fred Michalski mehr behindert als unterstützt. Nachdem der Verdächtige Greiling verhaftet wurde, der nach den Ermittlungen von Eisner und Fellner eindeutig der Mörder von Ledic und durch das Zünden der Bombe direkt verantwortlich für die beiden Opfer des Attentats ist, stellt ihn Michalski unter seinen persönlichen Schutz und erklärt, dass er sein V-Mann sei. Damit stehen Eisner und Fellner ohne Beweise da und müssen erkennen, dass sie in diesem Fall zwischen den Fronten stehen und nichts weiter erreichen werden.

## Hintergrund
Der Film wurde vom 29. Februar 2012 bis 30. März 2012 in Wien gedreht.

## Rezeption

### Einschaltquoten
Die Erstausstrahlung von Zwischen den Fronten am 17. Februar 2013 wurde in Deutschland von 8,57 Millionen Zuschauern gesehen und erreichte einen Marktanteil von 22,9 Prozent für Das Erste.

### Kritiken
„Risikoscheu und Mutlosigkeit jedenfalls kann man den Kollegen vom österreichischen ‚Tatort‘ nicht nachsagen. ‚Zwischen den Fronten‘ will politisch sein, auch wenn das Format den Film einschränkt. Die Absicht ist lobenswert, die Umsetzung nur zum Teil gelungen. Aber die trauen sich was.“

„Dass man als Zuschauer den gewagten Kurs mitgeht, liegt auch an den beiden Hauptfiguren Eisner und Fellner, die im sarkastischen Spiel die hierarchische Ordnung außer Kraft setzen, um sich zur Wahrheit hinter dem vermeintlich islamistischen Anschlag vorzukämpfen.“

„Autorin Verena Kurth und Regisseur Harald Sicheritz verlangen dem Zuschauer alles ab. Zu viele Themen, das Genre switcht außerdem zwischen Thriller und Operette. Immerhin liefert Eisner ein paar Weisheiten für die Ewigkeit, bezogen auf alle Feinde, denen man im Leben so begegnet […].“

„Kompetenzgerangel herzerfischend und physisch in Szene gesetzt. […].“